# Kolta János
| Kolta János                               | Kolta János                                 |
| Kattints az alábbi külső linkek egyikére! | Kattints az alábbi külső linkek egyikére!   |
| ----------------------------------------- | ------------------------------------------- |
| Nem található szabad kép.(?)              |                                             |
| külső link · jogvédett                    | A Pécsi Egyetemi Almanach, 1367–2019 fotója |

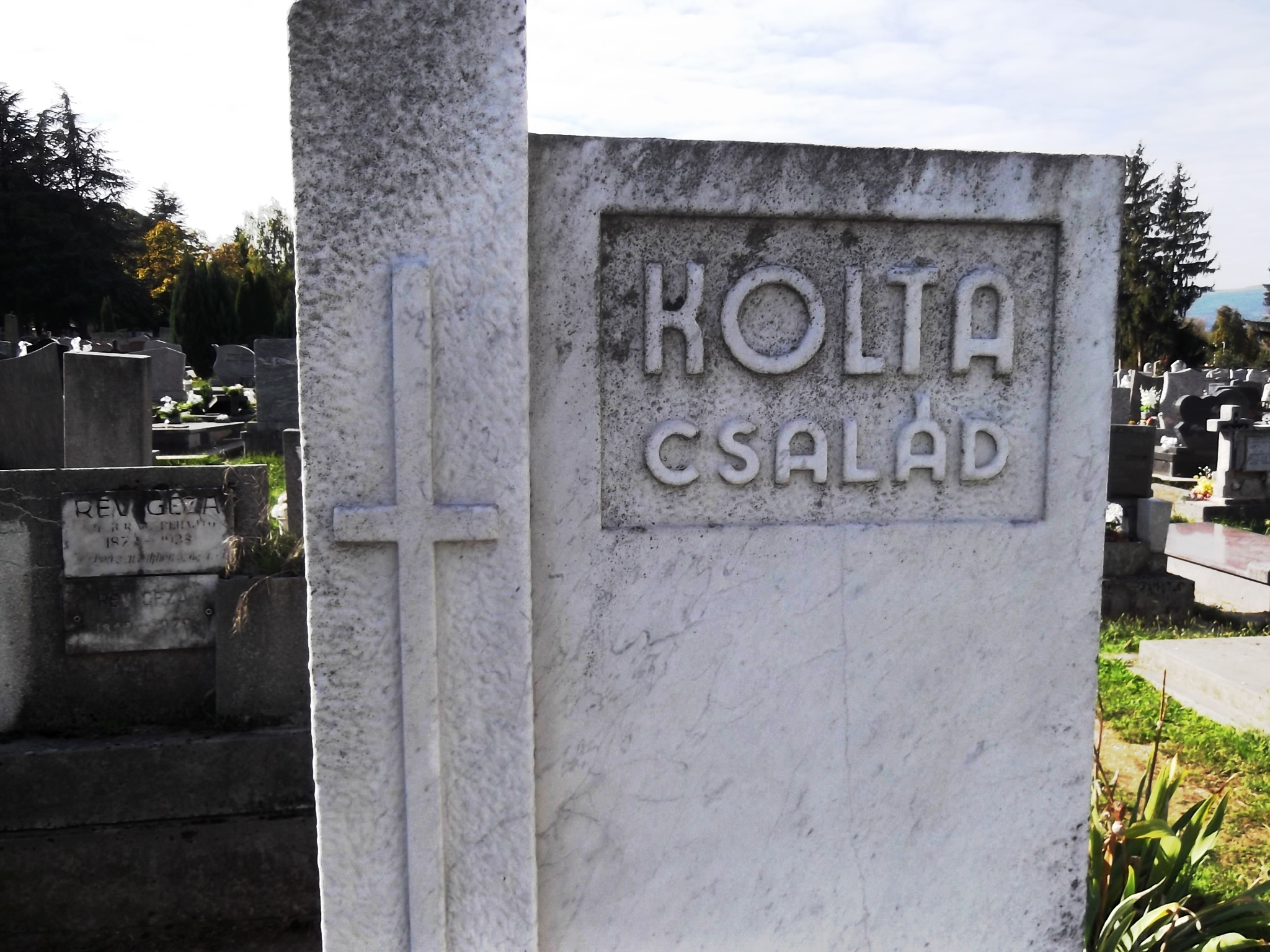
Kolta János sírja a Pécsi Köztemetőben. Parcella IX. Sírhely 868

Kolta János (született  Klenner János), (Boldogasszonyfalva, 1907. május 11. – Pécs, 1983. december 25.) demográfus, geográfus.

## Életpályája
A vajdasági Boldogasszonyfalván született régi evangélikus családban, Klenner Teofil (1873–1939) elemi iskolai igazgató és Karner Hermina fiaként. Öten voltak testvérek: Klenner Béla (1903–), Kolta (Klenner) Ferenc (1915–1973) irodalomtörténész, főiskolai tanár, Reichel Lajosné Klenner Mária és Ádám Jakabné Klenner Zsófia (Ella). Felesége Árizs Mária, hatgyermekes parasztszülők gyermeke.
Középiskolai tanulmányait a bonyhádi evangélikus főgimnáziumban végezte. A nyolcadikos diákot a Petőfi Sándor Önképzőkör ifjúsági  elnökévé választották. Az érettségi vizsga (1925) után a pécsi Erzsébet  Tudományegyetem Állam- és Jogtudományi Karán szerzett diplomát, 1929-ben jogászdoktorrá avatták.1925-ben egyetemi tanulmányainak megkezdése miatt került Pécsre, ahol 1929-ben az Erzsébet Tudományegyetem Jogi Karán szerzett diplomát. Szombathelyen községi közigazgatási vizsgát tett (1930). 1926–1927-ben a törökkoppányi körjegyzőség írnoka, 1930–1932 között az egyházaskozári körjegyzőség segédjegyzője, 1930–1937 között Mekényes nagyközség jegyzője, 1937-ben Hidas körjegyzőség helyettes körjegyzője, 1937–1945 között az újpetrei körjegyzőség körjegyzője. 1945-től 1950-ig Baranya megyei alispáni hivatalában jegyző, majd főjegyző, közben 1946-48-ban közellátási kormánybiztos-helyettes. 1950-től 1952-ig a Baranya Megyei Tanács osztályvezetője, 1952-től az MTA Dunántúli Tudományos Intézetének munkatársa (1952-1967), főmunkatársa, osztályvezetője (1968-1973), majd igazgató helyettese nyugdíjba vonulásáig, 1973- ig. A Pécsi Egyetemen pénzügyi jogot és gazdaságföldrajzot adott elő. A Pécsi Műszaki Szemle főszerkesztője (1956-1976). A Pécs-Baranyai Közellátási Értesítő árfelügyeleti rovatának szerkesztője (1946), a Dunántúli Tervgazdálkodás (1946–1947) szerkesztője is volt. Fő kutatási területe a gazdasági földrajz, különösen a település- és népességföldrajz. Az MTA Földrajztudományi Bizottságának és a Pécsi Akadémiai Bizottságnak tagja, a TIT Baranya megyei szervezetének alapító tagja; számos más tudományos és társadalmi szervezetben, társaságban és egyesületben is tevékenykedett. Kutatásaiban település- és népességföldrajzi kérdésekkel foglalkozott, különös tekintettel Baranya népesedésének vizsgálatára. Sokoldalú ismeretterjesztő tevékenységéről több, mint 150 publikációja tanúskodik. Pécsről több könyve jelent meg. A Magyar Hidrológiai Társaság tiszteletbeli tagja volt 1977-től. 1949-1970 között a Pécsi Tudományegyetem Állam És Jogtudományi Kar Államigazgatási Jogi Tanszéken, majd 1970-1972 között a Marx Károly Közgazdaságtudományi Egyetem Pécsi Kihelyezett Nappali Tagozatán gazdaságföldrajzott tanított. 1980-ban Bugát Pál emlékéremmel tüntették ki.
A Pécsi Köztemetőben 1984. január 6-án Balikó Zoltán evangélikus lelkész temette. (Parcella: IX., Sírhely: 868)  Feleségét, Árizs Máriát 2002. május 12-én ugyanide temették.

## Legfontosabb publikációi
- A községi közellátási hivatalok vizsgálatának vezérfonala. Tóth Dezső elgondolása és útmutatásai alapján írta Kolta János. (Budapest, 1942 3. kiad. 1948)
- Gazdák tanácsadója. Tudnivalók az új terménybeszolgáltatási rendszerről. Szerkesztő (Budapest, 1943)
- A közigazgatási, okirati és törvénykezési illetékek betűsoros táblázata a 3450/1943 ME sz. r. alapján. Összeállította Kolta János. 1 melléklettel. (Budapest, 1943)
- A községi közellátási hivatalok vizsgálatának vezérfonala. 1943. Összeállította Kolta János. (Budapest, 1943)
- Közigazgatási, okirati, törvénykezési és vagyonátruházási illetékek. (Budapest, 1943 3. kiad. 1947)
- A közigazgatási, okirati és törvénykezési illetékek betűsoros táblázata a 3450/1946 ME sz. r. alapján. Összeáll. 1 melléklettel. (Budapest, 1946)
- Szövetkezeti káté. Tudnivalók a szövetkezeti vezetők és tagok részére. (1–2. kiad. Budapest, 1947)
- A közigazgatási, okirati, törvénykezési és vagyonátruházási illetékek betűsoros táblázata a 9100/1947. korm. sz. rendelet alapján. Összeállította Kolta János. (Budapest, 1947)
- Újgazdák Baranyában. (A Magyar Szociográfiai Intézet Közleményei, 1948 és külön: Szociográfiai értekezések tára. 13. Pécs, 1948)
- A községi – városi – közellátási hivatalok vizsgálatának vezérfonala. Összeállította Kolta János. (Budapest, 1948)
- Pécs környéki sokácok. (Dunántúl, 1949)
- Államháztartástan. Kolta János mb. előadó egyetemi előadásainak vezérfonala az 1950/51. tanévben. Egyetemi jegyzet. (Pécs, 1951)
- A Munkácsy Mihály Szabadegyetem jegyzetei. I–II. köt. Szerk. (Pécs, 1953–1954)
- Beszámoló a Magyar Hidrológiai Társaság pécsi csoportjának 1953. évi munkájáról. Tanulmányok. Szerk. (Pécs, 1954)
- A gazdaságföldrajzi rayonírozás néhány elméleti kérdése és adatok Baranya megye rayonbeosztásához. 7 ábrával. Orosz nyelvű kivonattal. (Földrajzi Közlemények, 1954)
- A földreform gazdasági hatása Baranyában. 14 térképpel és 1 táblázattal. (Földrajzi Értesítő, 1954)
- A helyi tanácsok gazdasági önállóságáról. (Állam és Igazgatás, 1954)
- Tervezési feladatok Baranya megyében, településföldrajzi vizsgálatok alapján. 3 ábrával. (Dunántúli Tudományos Gyűjtemény. 7. Pécs, 1956)
- Baranya megye demográfiai sajátosságainak gazdaságföldrajzi vizsgálata és hatása a népgazdasági tervezésre. Az I. Magyar Földrajzi Kongresszuson – Budapest, 1955. szeptember 19–23. elhangzott előadás és hozzászólások. (Dunántúli Tudományos Gyűjtemény 14. Series Geographica. 7. Pécs, 1957)
- Kétszázéves magyar földrajzkönyv. 2 ábrával. (Földrajzi Értesítő, 1958)
- A vasúthálózat fejlesztése Baranya megyében. 3 térképpel, 2 kimutatással. (Pécsi Műszaki Szemle, 1958)
- Az Ormánság népesedése 1900–1945 és 1946–1956. 3 ábrával. (Baranyai Művelődés, 1958 és külön: Pécs, 1959)
- Baranya megye népesedésére ható tényezők. 1900–1949. Adatok a megye lakosságföldrajzi vizsgálatához. (Az MTA Dunántúli Tudományos Intézete Évkönyve, 1959 és külön: Dunántúli Tudományos Gyűjtemény 18. Series Geographica. 11. Pécs, 1960)
- Az iparfejlesztés távlati tervezésének néhány problémája Pécsett. (Az épülő Pécs városrendezési kérdései. Az 1960. nov. 16–17-én Pécsen megtartott ankét anyaga. Előadások. Szerk. Erdélyi Ernő. Az előszót írta Papp Imre, a bibliográfiát összeállította Csekey István. A Pécsi Tanács VB kiadványa. Pécs, 1960)
- A Magyar Tudományos Akadémia Dunántúli Tudományos Intézete. (Az MTA Társadalmi-történeti Osztályának Közleményei, 1960)
- Gazdasági földrajzi kiskörzetek Baranya megyében. (MTA Dunántúli Tudományos Intézete. Értekezések, 1960. és külön: Dunántúli Tudományos Gyűjtemény 27. Series Geographica. 16. Pécs, 1961)
- Pécs népesedése. 2 térképpel, 3 táblázattal. (Tanulmányok Baranya és Pécs történetéhez. 1944–1960. Pécs, 1961 és külön: Dunántúli Tudományos Gyűjtemény 33. Series Geographica. 18. Pécs, 1961)
- Pécs népesedése. (Tanulmányok Baranya és Pécs történetéhez. 1944–1960. Felszabadulásunk emlékére. Szerkesztette Babics András és Kopasz Gábor. Pécs, 1961)
- Adatok Bulgária vízgazdálkodásáról. (Földrajzi Közlemények, 1961)
- Baranya megye mezőgazdasági munkaerőhelyzete. (Pécsi Műszaki Szemle, 1962)
- A népességföldrajz tárgya, módszere és helye a földrajztudományok rendszerében. (MTA Dunántúli Tudományos Intézete. Értekezések, 1961/62. és külön: Dunántúli Tudományos Gyűjtemény 40. Series Geographica. 23. Pécs, 1963)
- A népességföldrajzi vizsgálatok népgazdasági jelentősége. (MTA Dunántúli Tudományos Intézete. Értekezések, 1963. és külön: Dunántúli Tudományos Gyűjtemény 49. Series Geographica. 27. Pécs, 1964)
- A népesedés és a társadalmi-gazdasági jelenségek és folyamatok kölcsönhatása Baranya megyében. Kandidátusi értekezés. (Budapest, 1965)
- Adalékok Baranya megye távlati településfejlesztési tervéhez. (Pécsi Műszaki Szemle, 1965)
- Baranya megye népesedése. (Jelenkor, 1965)
- Baranya megye és Pécsváros népesedése 1869-1968 (Pécs, 1968)
- A népesség mozgásának és a településhálózat alakulásának kölcsönhatása. Baranya és Szabolcs megye népességének alakulása. Orosz Ferenccel. (A Mérnöktovábbképző Intézet előadásai. Budapest, 1967)
- Pécs egyetemei és főiskolái. 1367–1967. (Universitas Quinqueecclesiensis. Pécs Város Idegenforgalmi Hivatala kiadványa. Pécs, 1967)
- Bevölkerungs- und siedlungsgeographische Besonderheiten im südostlichen Teile Transdanubiens. 4 táblával. (MTA Dunántúli Tudományos Intézete. Közlemények. 1. Pécs, 1967)
- A népesség- és településföldrajzi kutatómunka tudományos eredményeinek gyakorlati alkalmazása Magyarország délkelet-dunántúli részén. (MTA Dunántúli Tudományos Intézete. Közlemények. 4. Pécs, 1967)
- Társadalmi-gazdasági tényezők értékelése Pécs város távlati fejlesztési tervéhez. (Pécsi Műszaki Szemle, 1967)
- Az „iskolázottság” helyzete Baranyában. – A szocialista iparosítás hatása a lakosság foglalkozás szerinti összetételének alakulására Baranya megyében. 1949–1960. (Művelődési Tájékoztató, 1967)
- Baranya megye és Pécs város népesedése. 1890–1968. Monográfia. 1 táblával. (Az MTA Dunántúli Tudományos Intézete kiadványa. Pécs, 1968)
- Baranya népességének földrajzi megoszlásában a felszabadulást követő húsz év során bekövetkezett változások. 1945–1964. 1 táblával és 1 térképpel. (MTA Dunántúli Tudományos Intézete. Értekezések, 1967/68. és külön: Dunántúli Tudományos Gyűjtemény 83. Series Geographica. 37. Pécs, 1968)
- A falvak lakosságának foglalkozás szerinti átrétegződése. (Földrajzi Értesítő, 1969)
- Baranya megye vasúthálózata. Oszetzky Egonnal. 1 táblával. (Földrajzi tanulmányok a Dél-Dunántúl területéről. Pécs, 1970 és külön: Dunántúli Tudományos Gyűjtemény 95. Series Geographica. 43. Pécs, 1970)
- Baranya. Eine Landschaft im südlichen Ungarn. (MTA Dunántúli Tudományos Intézete. Közlemények. 15. Pécs, 1970)
- A népesség elöregedése hazánkban. (Szabolcs-Szatmár-Beregi Szemle, 1970)
- Az észak-mecseki bányavidék népességi és települési viszonyai. (MTA Dunántúli Tudományos Intézete. Értekezések. 1970. Az észak-mecseki bányavidék regionális vizsgálata. Pécs, 1972 és külön: Dunántúli Tudományos Gyűjtemény 109. Series Geographica. 45. Pécs, 1972)
- Környezetvédelem Baranyában és Pécsett. A Műszaki és Közgazdasági Propaganda Hónap keretében szervezett ankét előadásai. Pécs, 1974. márc. 19–20. Szerk. 1 térképmelléklettel. (A MTESZ Baranya megyei Szervezete kiadványa. Pécs, 1974)
- A Gépipari Tudományos Egyesület Pécsi Szervezete. 1951–1973. Szerk. (A GTE kiadványa. Pécs, 1974)
- Adatok a Dél-Dunántúl népességéről és népesedéséről. (Zalai Gyűjtemény, 1974)
- Az aprófalvak helyzete és jövője Baranyában. (Földrajzi Közlemények, 1979 és: A Magyar Földrajzi Társaság XXXI. vándorgyűlése. Pécs, 1978. jún. 30.–júl. 2. Előadások. Budapest, 1979)
- Pécs. Útikönyv. 65 képpel. (A Pécs megyei jogú város Tanács VB Népművelési Osztálya kiadványa. Pécs, 1956)
- Pécs. Ősi város és mégis fiatal. (A Pécs megyei jogú város Idegenforgalmi Hivatala kiadványa. Pécs, 1957 németül, Johann Kolta néven: Pécs … eine uralte und doch neue Stadt. (Pécs, 1957)
- Pécsi kalauz. Szerk. (A Pécs megyei jogú város Idegenforgalmi Hivatala kiadványa. Pécs, 1957. 2. kiad. 1959 3. átd. kiad. 1962)
- Baranya. Szerkesztette Kolta János. Az előszót Palkó Sándor írta. 153 képpel. (A Baranya megyei Idegenforgalmi Hivatal kiadványai. 3. Pécs, 1958)
- Pécsi program. Városkalauz. 1 térképmelléklettel. (A Baranya megyei Idegenforgalmi Hivatal kiadványa. Pécs, 1964 németül, angolul, oroszul és szerb-horvát nyelven is)
- Pécs. Útikönyv. (Panoráma útikönyvek. Magyar városok. Budapest, 1966 2. átd. kiad. 1972 3. átd. kiad. 1975)
- Pécs. Útikalauz. 10 táblával. (Pécs város Idegenforgalmi Hivatala kiadványa. Pécs, 1971)
- Pécsi kalauz. (Baranya megye Idegenforgalmi Hivatala kiadványa. Pécs, 1977)
- Baranya megyei útikönyv. 18 táblával. (A Baranya megyei Idegenforgalmi Hivatal kiadványa. Budapest, 1981)
- Rund um Städte in Südwest-Ungarn. Szekszárd, Pécs, Kaposvár. (Budapest, 1983 2. kiad. 1987)
- A községi közellátási hivatalok vizsgálatának vezérfonala (Budapest, 1942, 1943, 1948)